# Arachniodes argillicola
Arachniodes argillicola là một loài thực vật có mạch trong họ Dryopteridaceae. Loài này được (Proctor) Proctor miêu tả khoa học đầu tiên năm 1982.